# Wallonie Entreprendre
Wallonie Entreprendre, afgekort WE, is een Belgische investeringsmaatschappij. Het is het investeringsvehikel van het Waals Gewest.
De Vlaamse tegenhanger is de Participatiemaatschappij Vlaanderen.

## Geschiedenis
Wallonie Entreprendre ontstond op 1 januari 2023 door de fusie van drie Waalse investeringsvehikels:
- SOGEPA, voluit de Société wallonne de gestion et participations, investeringsmaatschappij opgericht in 1984,
- SRIW, voluit de Société régionale d'investissement de Wallonie, investeringsmaatschappij opgericht in 1979,
- SOWALFIN, voluit de Société wallonne de financement et de garantie des petites et moyennes entreprises, financieringsvehikel.

Bij aanvang had WE 4,1 miljard euro aan aandelen in bezit.

## Activiteiten
Bekende (historische) participaties van WE zijn een belang van 100% in wapenproducent FN Herstal (vroeger via SOGEPA) en een belang van 31,6% in verzekeraar Ethias (vroeger via SRIW).
WE en zijn voorgangers - voornamelijk SRIW - verkochten sinds 2017 voornamelijk participaties in de biotech- en softwaresectoren:
- In 2017 verkocht het zijn belang in biotechbedrijf Ogeda met een meerwaarde van 126,7 miljoen euro.[3]
- In 2024 verkocht het zijn participatie in softwareontwikkelaar CluePoints aan EQT voor 65,2 miljoen euro. De initiële investering bedroeg 1,3 miljoen euro.[4]
- In 2024 verkocht het een derde van zijn aandelen in softwareontwikkelaar Odoo en boekte een meerwaarde van 179,3 miljoen euro.[5]
- In 2025 verkocht het zijn belang in biotechfirma EsoBiotec aan AstraZeneca en realiseerde een meerwaarde van 44,6 miljoen euro, ruim 20 keer de inleg.[6]

Participaties waarop WE verlies boekte waren onder andere farmabedrijf Mithra, biotechbedrijf Imcyse, kledingwinkelketen Cassis & Paprika en luchtvaartmaatschappij Air Belgium.

## Bestuur
| Tijdspanne   | Voorzitter   |
| ------------ | ------------ |
| 2023 - 2024  | Pierre Rion  |
| 2024 - heden | Jean Hilgers |

| Tijdspanne   | Gedelegeerd bestuurder |
| ------------ | ---------------------- |
| 2023 - heden | Olivier Vanderijst     |

### SOGEPA
| Tijdspanne  | Voorzitter       |
| ----------- | ---------------- |
| 2013 - 2018 | Thierry Castagne |
| 2018 - 2022 | Laurent Levaux   |

| Tijdspanne  | Gedelegeerd bestuurder |
| ----------- | ---------------------- |
| 1999 - 2013 | Libert Froidmont       |
| 2013 - 2021 | Renaud Witmeur         |
| 2022        | Sébastien Durieux      |

### SRIW
| Tijdspanne  | Voorzitter          |
| ----------- | ------------------- |
| 1979 - 1983 | Antoine Humblet     |
| 1984 - 1989 | Bernard Marchand    |
| ? - 2009    | Jean-Claude Dehovre |
| 2009 - 2013 | Jean-Pascal Labille |
| ? - ?       | ?                   |
| 2014 - 2018 | Jean-Pascal Labille |
| 2018 - 2022 | Marc Tinant         |

| Tijdspanne  | Gedelegeerd bestuurder |
| ----------- | ---------------------- |
| 2009 - 2022 | Olivier Vanderijst     |